# Volo British Airways 9
Il volo British Airways 9 era un volo di linea passeggeri internazionale da Londra a Auckland, con scali intermedi a Mumbai, Madras, Kuala Lumpur, Perth e Melbourne.
Il 24 giugno 1982 la rotta era percorsa dal Boeing 747-236B City of Edinburgh. Durante il volo, l'aereo attraversò una nube di cenere vulcanica sollevata dall'eruzione del monte Galunggung, che causò lo spegnimento di tutti e quattro i motori. Una volta usciti dalla nube di cenere, l'equipaggio riuscì a riaccendere i motori e compì un atterraggio di emergenza a Giacarta, senza vittime o feriti tra le 263 persone a bordo.
I membri dell'equipaggio dell'ultima tratta di volo si erano imbarcati a Kuala Lumpur, mentre la maggior parte dei passeggeri erano a bordo da Londra.

## L'incidente

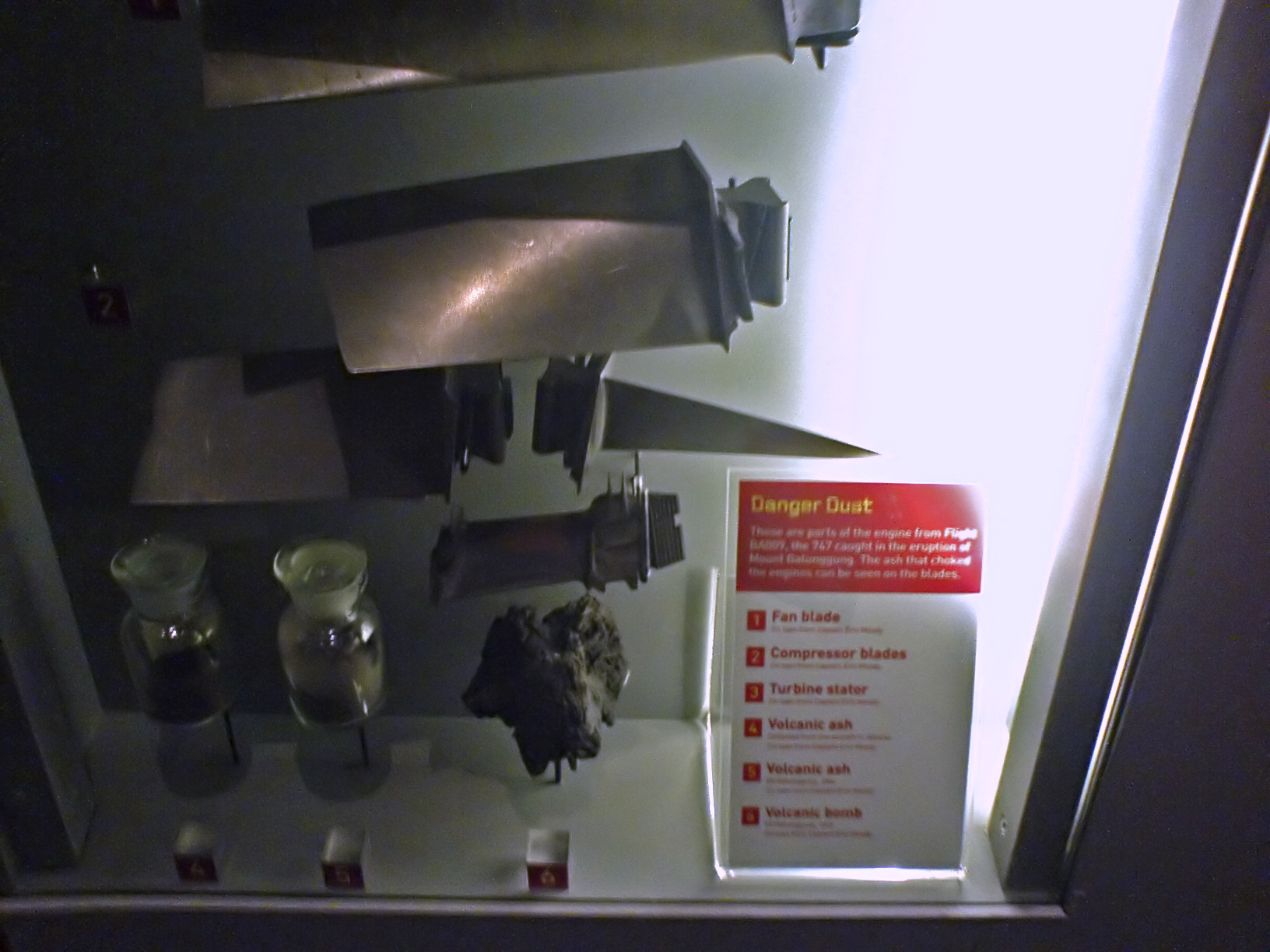
Parti del motore danneggiato del volo BA 9 in mostra al museo di Auckland

Poco dopo le 13:40 UTC (20:40 di Giacarta), mentre il velivolo sorvolava l'Oceano Indiano a sud dell'isola di Giava, l'equipaggio, composto dal comandante Eric Moody, che in quel momento era alla toilette, dal primo ufficiale Roger Graves e dal tecnico di volo Barry Townley-Freeman, vide manifestarsi sul parabrezza degli intensi fenomeni luminosi di colore arancio, blu e rosso, simili al fuoco di Sant'Elmo. Il fenomeno continuò anche dopo il ritorno del comandante Moody. L'equipaggio non comprese la causa del fenomeno, ma decise comunque, in via precauzionale, nonostante il radar meteorologico indicasse cielo terso, di accendere i dispositivi anti-ghiaccio e di imporre ai passeggeri di sedersi ai propri posti ed allacciare le cinture.

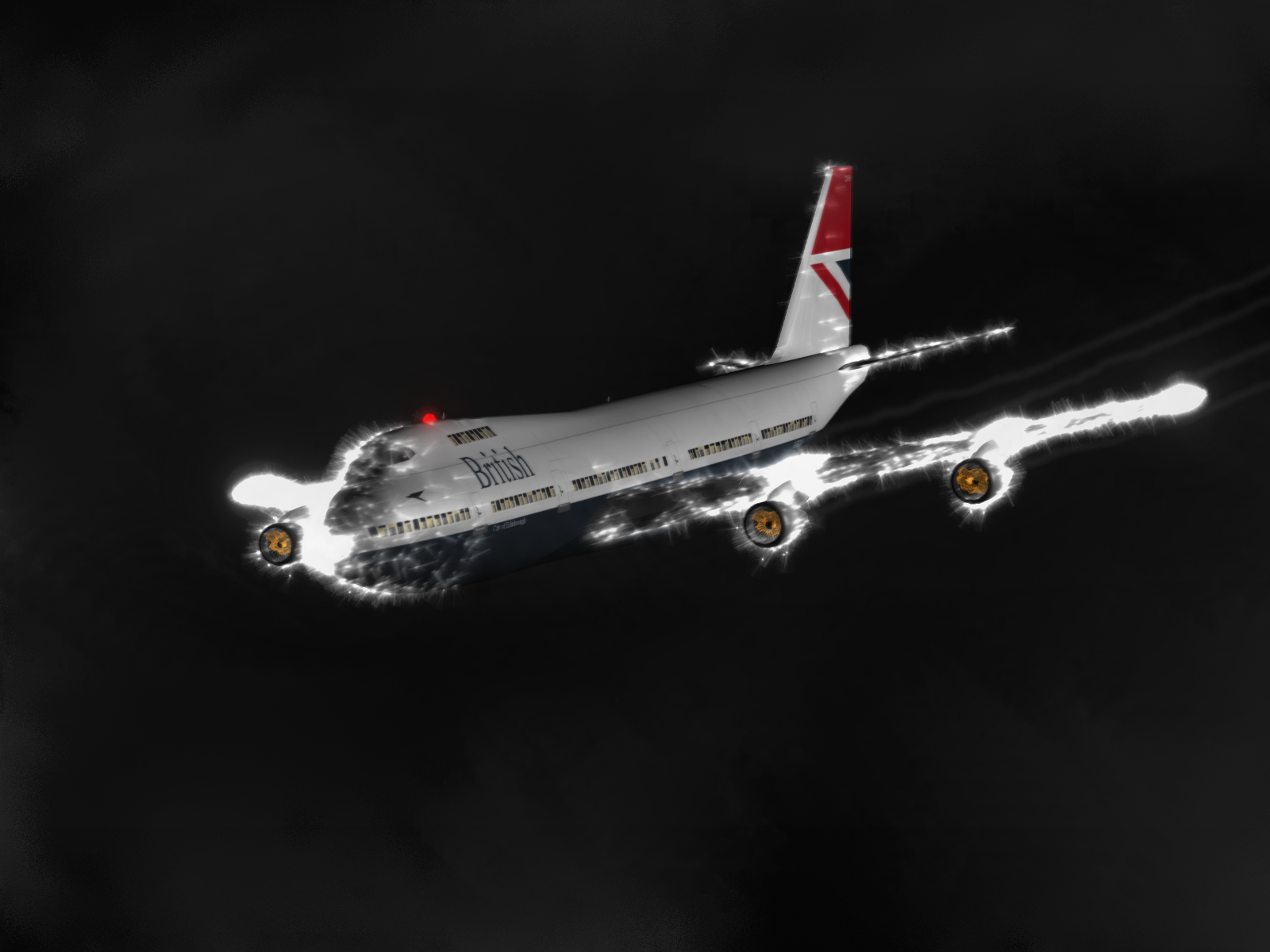
Ricostruzione del Boeing a motori spenti nella nube di cenere vulcanica

Con il proseguire del volo, la cabina passeggeri cominciò ad essere invasa da fumo, ritenuto dapprima fumo di sigarette (nel 1982 era ancora consentito fumare a bordo degli aerei di linea) e descritto da Moody come "prodotto da cavi elettrici che bruciavano"; successivamente il fumo cominciò ad essere sempre più denso ed a emanare un forte ed inquietante odore di zolfo. I passeggeri vicino ai finestrini notarono che i motori erano insolitamente luminosi ed emanavano una luce che fuoriusciva sul davanti, attraverso le pale della ventola, e produceva un effetto stroboscopico.
Verso le 13:42 UTC (20:42 di Giacarta) il motore numero quattro aumentò di giri e poi si spense producendo una vistosa fiammata. I piloti eseguirono immediatamente la procedura per far fronte allo spegnimento di un motore, tagliando l'alimentazione del carburante e azionando gli estintori. Meno di un minuto più tardi, alle ore 13.43 UTC (20:43 di Giacarta) anche il motore due si spense, e dopo pochi secondi la stessa sorte toccò ai motori uno e tre.
Senza la spinta dei motori, un 747-200 ha un rapporto di planata di circa 15:1; ciò significa che può planare in avanti di 15 chilometri per ogni chilometro di discesa (o 15 miglia per ogni miglio). I piloti calcolarono rapidamente che l'aereo era in grado di planare per 23 minuti e coprire così 91 miglia nautiche (169 km) dal livello di volo in cui si trovava (37.000 ft, circa 11.000 m). Alle ore 13:44 UTC (20:44 di Giacarta), Graves contattò l'autorità di controllo del traffico aereo di Giacarta e dichiarò una situazione di emergenza, comunicando che tutti e quattro i motori erano spenti. Purtroppo, a causa del disturbo dovuto alle scariche elettrostatiche, il controllore di volo non ricevette correttamente il messaggio e capì che solamente il motore numero quattro era fuori uso. Fu solo grazie ai piloti di un volo della Garuda Indonesia, che transitava nelle vicinanze, che ai controllori fu inoltrato il messaggio corretto.
A causa delle alte montagne situate nei pressi della costa meridionale dell'isola di Giava, l'aereo avrebbe dovuto transitare ad un'altitudine di almeno 11.500 piedi (3.500 m) per superare in sicurezza le cime dei monti. L'equipaggio decise che, se l'aereo non fosse riuscito a mantenersi sopra la quota di 12.000 piedi (3.700 m), avrebbero invertito la rotta e tentato un ammaraggio nell'Oceano Indiano, anche se c'erano delle precise linee guida per questa procedura, piuttosto pericolosa, che nessuno aveva mai eseguito, e nessuno ha mai eseguito a tutt'oggi, con un Boeing 747. Nel frattempo si decise di tentare di riavviare i motori, nonostante l'aereo si trovasse al di sopra della quota massima raccomandata (28.000 ft, circa 8.500 m) per la riaccensione. I motori non ripartirono.
Nonostante la mancanza di tempo e la situazione critica, Moody fece un annuncio ai passeggeri che fu descritto come "un capolavoro di understatement":
Qualche minuto dopo si verificò un ulteriore inconveniente: senza i motori funzionanti, la pressione all'interno della cabina scese al di sotto del limite consentito, di conseguenza le maschere per l'ossigeno scesero dai loro alloggiamenti per consentire ai passeggeri di poter respirare normalmente. Anche i piloti indossarono le maschere per l'ossigeno, ma quella di Graves era rotta, avendo il tubo di erogazione staccato. Appena Moody si accorse che il suo co-pilota non poteva respirare normalmente, decise immediatamente di scendere ad un'altitudine alla quale la pressione atmosferica era sufficiente per respirare normalmente.
Alla quota di 13.500 ft (4.100 m) i piloti tentarono nuovamente di riavviare i motori e riuscirono a rimettere in moto il motore quattro. Successivamente ripartì anche il motore tre, e dopo circa 30 secondi anche i motori uno e due si riavviarono. Moody riportò l'aereo a 15.000 ft (4.500 m), ma subito si ripresentò l'effetto dei fuochi di Sant'Elmo. Il motore due entrò in stallo e per evitare altri danni venne spento. A questo punto Townley-Freeman ipotizzò che la sostanza che aveva sporcato la mano del comandante prima di rientrare nella cabina di pilotaggio, quando si era appoggiato al corrimano delle scale, potesse essere cenere vulcanica. Resosi finalmente conto della causa dei loro problemi, Moody decise prudentemente di rimanere al di sotto dei 15.000 ft (4.500 m).
Mentre il volo 9, con tutti i motori nuovamente operativi, si stava avvicinando a Giacarta, la torre di controllo gli assegnò un avvicinamento strumentale. Inserendo l'ILS, Moody notò che l'indicatore della posizione del velivolo rispetto al sentiero di discesa non funzionava, mentre l'indicatore della posizione dell'aeromobile rispetto alla linea centrale della pista 24 dell'aeroporto di Giacarta sembrava fosse operativo. A questo punto i piloti decisero per un atterraggio visuale e, informando la torre di controllo, chiesero ed ottennero che venissero accese le luci della pista. Giunti sopra Giacarta, ciò che videro dal finestrino fece loro pensare che la città fosse avvolta dalla nebbia, ma poi si accorsero che la cenere vulcanica aveva levigato il parabrezza rendendolo opaco; l'unico scorcio di visuale era loro offerto da una sottile striscia di circa 5 cm di vetro laterale, che era l'unica parte a non essere stata rovinata. Moody si sedette quindi sul bracciolo della sua poltrona in modo da poter vedere da quella fessura ed iniziò a pilotare tenendo le braccia tese per raggiungere la cloche, mentre Greaves, utilizzando il Distance Measuring Equipment (DME), creava un sentiero di discesa virtuale. A 100 ft dalla pista Moody, inizialmente convinto di toccare terra troppo lungo, capì che avrebbero effettuato un atterraggio perfetto, come effettivamente avvenne.

## Conseguenze
È stato appurato che i problemi del volo 9 furono causati da una nube di cenere vulcanica causata dall'eruzione del monte Galunggung, uno stratovulcano attivo dell'isola di Giava; quella del giugno 1982 è, ad oggi, l'ultima eruzione di portata rilevante di tale vulcano. Poiché la nube di cenere era asciutta, i radar meteo non potevano rilevarla, in quanto essi sono progettati per rilevare le nubi basandosi sull'umidità presente in essa. La cenere silicea aveva inoltre provocato un effetto di sabbiatura sul parabrezza e sulle luci di atterraggio e bloccato i motori in quanto, a causa dell'alta temperatura all'interno delle turbine, la cenere si era fusa depositandosi sulle superfici delle palette, cosa che aveva ridotto il flusso d'aria, facendo arrestare la combustione all'interno dei propulsori. Il raffreddamento conseguente allo spegnimento dei motori aveva permesso la solidificazione della polvere fusa, che era stata successivamente asportata dal flusso dell'aria alla quota inferiore, consentendo ai motori di ricevere nuovamente il flusso d'aria necessario e di riaccendersi. Questo fu possibile perché il generatore di bordo e le batterie erano rimasti in funzione e avevano mantenuto la potenza richiesta per l'operazione di accensione.
Tutti e quattro i motori furono sostituiti a Giacarta, così come i parabrezza e i tubi di Pitot. Le tubazioni del carburante e i condotti di pressurizzazione furono ripuliti dalla cenere che vi era penetrata, mentre le ottanta tonnellate di carburante rimaste dovettero essere eliminate. La cenere aveva graffiato anche la verniciatura lucida dell'aereo, che fu ripristinata.
G-BDXH figurò nel Guinness dei primati per la più lunga planata sostenuta da un aereo non costruito appositamente, finché il record fu superato dal volo Air Transat 236, il quale riportò lo spegnimento dei motori in volo dopo aver esaurito il combustibile a causa di una perdita (non avendo quindi nessuna possibilità di riaccenderli), riuscendo comunque a compiere un atterraggio di emergenza senza vittime.
Lo spazio aereo attorno al monte Galunggung fu chiuso solo temporaneamente dopo l'incidente e riaperto il giorno successivo; tuttavia, 19 giorni più tardi, la cenere vulcanica costrinse un altro Boeing 747, questa volta della Singapore Airlines e con 230 persone a bordo, a spegnere tre motori su quattro per poi recuperarne uno ed atterrare con successo a Giacarta. A seguito di ciò le autorità indonesiane decisero di chiudere definitivamente tale zona aerea e di modificare le rotte per evitare la zona; inoltre fu istituito un osservatorio per monitorare le nubi di cenere prodotte dalle eruzioni.
L'equipaggio ha ricevuto diversi riconoscimenti, tra i quali il Queen's Commendation for Valuable Service in the Air e una medaglia dalla British Air Line Pilots Association.
British Airways continua a operare il volo BA 9 da Londra Heathrow a Bangkok e Sydney. Il City of Edinburgh, in seguito ribattezzato City of Elgin, ha continuato a volare per British Airways prima di essere venduto a European Aviation Air Charter. Il velivolo è stato messo fuori servizio nel febbraio 2004 e demolito nel 2009.

Il gruppo ambientalista "10:10", che si proponeva di ridurre del 10% le emissioni in atmosfera entro il 2010, acquistò il residuo della fusoliera per ricavarne delle piastrine con il logo del gruppo, da distribuire al pubblico per ricordare l'attività svolta dall'organizzazione sul problema delle emissioni.

## Incidenti simili
Un incidente quasi identico si è verificato il 15 dicembre 1989, quando un altro Boeing 747, questa volta della KLM, il volo 867 da Amsterdam ad Anchorage, in Alaska, attraversò il pennacchio dell'eruzione del Monte Redoubt, subendo lo spegnimento di tutti e quattro i motori a causa dello stallo del compressore. Una volta fuori dalla nube di cenere, l'equipaggio riuscì a riavviare i motori e ad atterrare senza problemi a Anchorage.

## Il volo British Airways 9 nei media
L'incidente del volo 9 della British Airways è stato analizzato nell'episodio In caduta libera della quarta stagione del documentario Indagini ad alta quota trasmesso dal National Geographic Channel.